# Блейз (роман)
«Блейз» (англ. Blaze) — роман американского писателя Стивена Кинга в жанре психологической драмы, опубликованный в 2007 году. Последний роман Стивена Кинга, который был опубликован под псевдонимом Ричард Бахман.

## Сюжет
Роман посвящён: «Томми и Лори Спрус. И думая о Джеймсе Т. Фарреле» (англ. For Tommy and Lori Spruce. And thinking of James T. Farrell).
История последнего преступления 35-летнего Клайтона Блейсделла-младшего по прозвищу «Блейз», человека с нарушениями умственного развития. По плану своего покойного сообщника Джорджа Рэкли «Блейз» похищает у богатой семьи Джерардов полугодовалого младенца (Джозефа Джерарда IV) с целью получения выкупа в $ 1 000 000, но постепенно привязывается к ребёнку и решает не возвращать его семье.
В реминисценциях описаны основные события жизни «Блейза» — детство, избиение собственным отцом и попадание в детский дом после его ареста; воспитание в детском доме и дружба с Джоном Челцманом; потеря девственности с девушкой из другого детского дома; неудавшаяся попытка усыновления «Блейза»; смерть Джона Челцмана и месть «Блейза» за него, из-за которой он попал в исправительное учреждение; и его встреча с мелким жуликом Джорджем Рэкли, который взял «Блейза» в сообщники. Именно Рэкли разработал план похищения Джозефа Джерарда IV, но погиб в случайной драке, не успев его воплотить.

## Персонажи
- Клайтон Блейсделл-младший («Блейз») — главный герой повествования. В детстве был искалечен отцом и из-за травм головы стал умственно отсталым. Способен обслуживать сам себя и выполнять простые поручения, но жить полностью самостоятельно ему очень сложно, и абстрактное мышление ему почти не даётся. Отличается высоким ростом и крупным телосложением, способен на глубокую привязанность и добродушие.
- Джон Челцман — друг детства Блейза. Умный, но физически не способный за себя постоять мальчик. Появляется только в реминисценциях. Начал общаться с «Блейзом», предложив сделку — тот его защищает от других мальчишек, а Джон решает ему задачи по математике. Вскоре мальчики подружились. Джон умер от ревмокардита, «Блейз» счёл виновным в его смерти директора детского дома (Мартина Кослоу) и сильно избил его, из-за чего попал в исправительное учреждение.
- Джордж Рэкли («Хриплый») — жулик, взявший «Блейза» под свою опеку. Занимался мелким мошенничеством, но мечтал о крупном преступлении, которое принесёт ему большие деньги. Был убит до начала событий романа, но «Блейзу» казалось, что Джордж все ещё жив и даёт ему разумные, но всё более жестокие советы. Эта галлюцинация объясняется в романе отражением подсознания «Блейза».

## История создания
Первая версия романа была написана в 1973 году (ещё до написания романа «Кэрри»), но Кинг не стал публиковать роман, посчитав его неудачным. В 2006 году автор совершенно случайно нашёл рукопись романа «Блейз» в архивах Библиотеки Фоглера в Университете штата Мэн (англ. University of Maine's Fogler Library) и решил опубликовать роман, переработав его.
История создания романа «Блейз» описана в авторском предисловии («Раскрывая все карты») к роману. Кинг называет «Блейз» пятым и последним из романов Ричарда Бахмана («литературное alter ego» Стивена Кинга), не считая роман «Худеющий», после публикации которого тайна псевдонима Кинга была раскрыта (при этом автор не упоминает роман «Регуляторы», также опубликованный под псевдонимом), и указывая, что роман «Ярость» «более не публикуется, и это хорошо». Изначально роман «Блейз» был задуман как детектив в жанре «нуар», но, по мнению автора, вышел чрезмерно сентиментальным. При переработке Кинг старался «вычистить всю сентиментальность».
Вадим Эрлихман, описывая первую версию романа, упоминает, что изначально похищенный ребёнок был девочкой, а «Блейз» в итоге пытался вернуть её родителям.

## Издания и переводы
Роман был впервые опубликован издательством «Scribner» в 2007 году, после чего издавался ещё четыре раза разными издательствами. В том же году был переведён В. А. Вебером на русский язык и опубликован издательством «АСТ» в 2008 году под одной обложкой с рассказом «Память», который был опубликован в 2006 году в журнале «Teen House» и впоследствии послужил Кингу основой для создания романа «Дьюма-Ки».